# Taraka (Lanao del Sur)
Taraka ist eine philippinische Stadtgemeinde in der Provinz Lanao del Sur. Sie hat 23.644 Einwohner (Zensus 1. August 2015).

## Baranggays
Taraka ist politisch in 43 Baranggays unterteilt.
| - Bandera Buisan - Boriongan - Borowa - Buadi Dingun - Buadi Amao - Buadi Amunta - Buadi Arorao - Buadi Atopa - Buadi Dayomangga - Buadi Ongcalo - Bucalan - Cadayonan Bagumbayan - Caramat - Carandangan Calopaan - Datu Ma-as | - Dilabayan - Dimayon - Gapao Balindong - Ilian - Lumasa - Lumbac Bagoaingud - Lumbac Bubong Maindang - Lumbac Pitakus - Malungun - Maruhom - Masolun - Moriatao Loksa Datu - Pagalamatan - Pindolonan | - Pitakus - Ririk - Salipongan - Lumasa Proper (Salvador Conch) - Sambolawan - Samporna Salamatollah - Somiorang Bandingun - Sigayan Proper - Sunggod - Sunding - Supangan - Tupa-an Buadiatupa - Buadi Amunud - Mangayao |